# Tórtora cucut de Enggano
La tórtora cucut de Enggano (Macropygia cinnamomea) és una espècie d'ocell de la família dels colúmbids (Columbidae) endèmica de l'illa Enggano, localitzada a la costa sud-oest de Sumatra. Fins a 2016, era considerada una subespècie de la tórtora cucut rogenca (Macropygia emiliana). És una espècie monotípica.

## Descripció
La tórtora cucut de Enggano és de color marró, endèmic de l'illa Enggano Té el pit i parts superiors d'aspecte “escalat” distintius. Únic en el seu rang limitat, on és l'única tórtora cucut. Habita zones selvàtiques i boscoses per tota l'illa. Igual que altres tórtores cucut estretament relacionades, els farratges predominantment en els nivells mitjà i inferior del bosc. Sovint es manté en un fullatge dens, on pot ser difícil de veure però es pot sentir el cant melós semblant a «duu-duu-duuuOOH»